# Pevely
Pevely är en stad i Jefferson County i Missouri. Vid 2010 års folkräkning hade Pevely 5 484 invånare.